# Nutaarmiut
Nutaarmiut est un village groenlandais situé dans la municipalité d'Avannaata. En 2010, la population était de 36 habitants.

## Géographie
Le village est situé sur une île d'1,51 km2 de l'archipel d'Upernavik dans l'ouest du Groenland, sur la baie de Baffin.